# Psychotherapiegesetz
Das 1991 in Kraft getretene Psychotherapiegesetz – vollständiger Name Bundesgesetz vom 7. Juni 1990 über die Ausübung der Psychotherapie (Psychotherapiegesetz), kurz PsychotherapieG – regelt die Ausübung der Psychotherapie in Österreich.

## Definition
Psychotherapie wird im Gesetz als „erlernte, umfassende, bewußte und geplante Behandlung von psychosozial oder auch psychosomatisch bedingten Verhaltensstörungen und Leidenszuständen“ definiert. Diese Behandlung soll erfolgen:
- „mit wissenschaftlich-psychotherapeutischen Methoden“,
- „in einer Interaktion zwischen einem oder mehreren Behandelten und einem oder mehreren Psychotherapeuten“ und
- „mit dem Ziel, bestehende Symptome zu mildern oder zu beseitigen, gestörte Verhaltensweisen und Einstellungen zu ändern und die Reifung, Entwicklung und Gesundheit des Behandelten zu fördern.“

Somit ist die Psychotherapie in Österreich als selbständige Form von Krankenbehandlung der Medizin vollständig gleichgestellt.

## Berufsberechtigung, Berufspflichten
Zur selbständigen Berufsausübung (z. B. in freier Praxis) berechtigt sind all jene, die:
- die psychotherapeutische Ausbildung im vollen Umfang abgeschlossen haben,
- eigenberechtigt sind[2],
- das 28. Lebensjahr vollendet haben,
- die gesundheitliche Eignung[3] und Vertrauenswürdigkeit[4] nachgewiesen haben und
- in die Psychotherapeutenliste des zuständigen Bundesministeriums[5] nach Anhörung des Psychotherapiebeirates eingetragen worden sind.

Die Berufsbezeichnung Psychotherapeut oder Psychotherapeutin ist jenen Personen vorbehalten, die oben stehende Kriterien erfüllen. Jede Bezeichnung, die geeignet ist, die Berechtigung vorzutäuschen, ist untersagt und unter Strafe gestellt.
Zu den Berufspflichten gehört, den „Beruf nach bestem Wissen und Gewissen und unter Beachtung der Entwicklung der Erkenntnisse der Wissenschaft auszuüben.“ Der Psychotherapeut muss sich regelmäßig fortbilden. Er darf nur mit ausdrücklicher Zustimmung der Patienten handeln und muss über „Art, Umfang und Entgelt“ aufklären. Der Therapeut muss sich auch auf jene Methoden beschränken, in denen „er nachweislich ausreichende Kenntnisse und Erfahrungen erworben hat“. Und er ist zur absoluten Verschwiegenheit verpflichtet.

## Ausbildung
Die Ausbildung besteht aus zwei Teilen, die nicht parallel absolviert werden dürfen. Zuerst muss ein Psychotherapeutisches Propädeutikum abgeschlossen werden, was im Regelfall in zwei Jahren berufsbegleitend erreicht werden kann. Das Propädeutikum stellt eine allgemeine Einführung dar und besteht aus gleichen Inhalten für alle Studierenden. Vor der zweiten Studienphase – dem Psychotherapeutischen Fachspezifikum – muss der oder die Studierende sich für eine spezifische psychotherapeutische Schule entscheiden, die Aufnahme beantragen und zugelassen werden. Das Absolvieren des Fachspezifikums dauert – berufsbegleitend – mindestens drei, im Regelfall aber fünf bis sieben Jahre.

### Voraussetzungen
Voraussetzungen, um zur Ausbildung zugelassen zu werden, sind entweder
- ein Quellberuf[6] oder
- Zulassung zum Propädeutikum[7] oder
- Studienberechtigung[8] plus Zulassung zum Fachspezifikum[9].

Das psychotherapeutische Fachspezifikum darf nur absolvieren, wer eigenberechtigt ist und das 24. Lebensjahr vollendet hat.

### Psychotherapeutisches Propädeutikum
In ganz Österreich sind derzeit rund 20 Ausbildungseinrichtungen für das Psychotherapeutische Propädeutikum zugelassen, Ausbildungsvereine, Hochschullehrgänge und das Baccalaureatsstudium der Sigmund Freud Privatuniversität Wien.
Der Gesetzgeber hat die Inhalte des Propädeutikums genau festgelegt:
- Im theoretischen Teil von zumindest 765 Stunden wird Wissen verschiedener Fachgebiete vermittelt, beispielsweise die Problemgeschichte der verschiedenen psychotherapeutischen Schulen, die psychologische Diagnostik, Methodik in Forschung und Wissenschaft, Ethik, Psychiatrie oder die rechtlichen Grundlagen.

- Der praktische Teil umfasst zumindest 550 Stunden, davon:
  - 50 Stunden Einzel- oder Gruppenselbsterfahrung
  - 480 Stunden Praktikum im Umgang mit verhaltensgestörten oder leidenden Personen in einer Einrichtung des Gesundheits- oder Sozialwesens unter fachlicher Anleitung und Aufsicht des Leiters oder eines Stellvertreters samt
  - 20 Stunden begleitender Teilnahme an einer Praktikumssupervision

Das Propädeutikum wird – je nach Anbieter – mit einer Prüfung oder einer schriftlichen Arbeit abgeschlossen.

### Psychotherapeutisches Fachspezifikum
Während das Propädeutikum weitgehend ähnliche Lerninhalte vermittelt und stark theoretisch konnotiert ist, erfolgt im Fachspezifikum im Wesentlichen praktische Arbeit – schulenspezifisch – mit Patienten. Das Fachspezifikum muss in einer von 23 anerkannten psychotherapeutischen Richtungen absolviert werden. Innerhalb der gewählten Schule müssen insgesamt 1900 Stunden absolviert werden:
- Der theoretischer Teil umfasst zumindest 300 Stunden, u. a. Theorie der Persönlichkeitsentwicklung, Krankheitslehre und Behandlungstechnik, Persönlichkeits- und Interaktionstheorien, sowie Arbeitskreise zur Diskussion psychotherapeutischer Literatur.

- Der praktische Teil von zumindest 1600 Stunden beinhaltet:
  - 200 Stunden Lehrtherapie, Lehranalyse, Einzel- oder Gruppenselbsterfahrung,
  - 600 Stunden psychotherapeutische Tätigkeit mit verhaltensgestörten oder leidenden Personen,
  - 120 Stunden begleitende Supervision,
  - 550 Stunden Praktikum mit verhaltensgestörten als auch leidenden Personen, davon mindestens 150 Stunden klinisch,
  - 30 Stunden Praktikumssupervision
  - sowie 100 Stunden für eine Schwerpunktbildung je nach Anbieter.